# Lichtenberg (Bavorsko)
Lichtenberg je obec v německé spolkové zemi Bavorsko, v zemském okrese Hof. Je jedním z nejmenších německých měst. Žije zde přibližně 1 000 obyvatel.

## Geografie

### Místní části
Obec je oficiálně rozdělena na osm částí:
- Blechschmidtenhammer
- Dörflas
- Dorschenmühle
- Friedensgrube
- Friedrich-Wilhelm-Stollen
- Höllenthal
- Lichtenberg
- Selbitzmühle

## Historie
Počátky zdejšího hradu sahají do roku 814. Přestavba a rozšíření proběhlo ve 12. století. 1248 přešel do držení hrabat z Orlamünde. V roce je Lichtenberg poprvé zmiňován jako hrad s okolním městem.
Od pozdního středověku do roku 1792 patřilo město knížectví Bayreuth. V roce 1792 připadl Prusku. Po tylžském míru v roce 1807 přešla jeho správa pod Francii a v roce 1810 se stal bavorským městem.

## Památky
- hrad Lichtenberg

## Demografie
| 1900 | 1950 | 2000 | 2011 |
| ---- | ---- | ---- | ---- |
| 961  | 1481 | 1199 | 1089 |

## Osobnosti obce
- Henri Marteau, skladatel